# Alexandru Lele
Alexandru Florian Lele este un fost procuror la Parchetul de pe lângă Tribunalul Bihor.
În anul 2001 a dispus arestarea lui Adrian Tărău, fiul prefectului Aurel Tarău, desemnat de PSD. Pe 2 aprilie 2002 Alexandru Lele a fost suspendat din funcție de ministrul Rodica Stănoiu. Tânărul procuror Cristian Panait, un doctorand al Rodicăi Stănoiu, care fusese trimis de la București pentru a conduce ancheta împotriva lui Lele la Oradea, a decis neînceperea urmăririi penale împotriva acestuia. Panait refuzase să înceapă urmărirea penală împotriva lui Lele, în ciuda declarațiilor procurorului general de la acea vreme, Joița Tănase. Șeful lui Panait, Ilie Picioruș, a dat dosarul altui procuror, care a decis începerea urmăririi penale împotriva lui Lele. Pe 10 aprilie 2002, afectat de disputele cu șefii săi, Cristian Panait s-a sinucis.
Pe 28 ianuarie 2008, după ce Înalta Curte de Casație și Justiție a stabilit nevinovăția procurorului Lele, Consiliul Superior al Magistraturii a decis repunerea lui în funcție.
La 28 decembrie 2010, în Monitorul Oficial, a fost publicat Decretul prin care presedintele Traian Băsescu a semnat eliberarea sa din funcție, prin pensionare, iar, din 31 decembrie 2010, Alexandru Lele activează ca avocat specializat în drept penal.